# Wiener Neustadt Hauptbahnhof
Der Bahnhof Wiener Neustadt ist mit über 700 Zugfahrten und 25.000 Passagieren der meistfrequentierte Bahnhof Niederösterreichs. Der Bahnhof ist der wichtigste Verkehrsknotenpunkt im südlichen Niederösterreich.
Er ist Haltepunkt auf der Südbahn und Ausgangspunkt der Verbindungsbahnen nach Gutenstein, Puchberg am Schneeberg und Mattersburg, der Pottendorfer Linie nach Pottendorf-Landegg und der S-Bahn-Stammstrecke nach Floridsdorf sowie Haltepunkt auf der Aspangbahn. Es halten alle Züge der Südbahn Richtung Bruck an der Mur und Richtung Wien sowie alle Züge der genannten Nebenbahnen.
Der Bahnhof, der in den Jahren von 1997 bis 2003 völlig neu gestaltet wurde, ist zudem Ausgangspunkt der meisten städtischen Buslinien. Fertiggestellt wurde der Bau nach Planungen des Architekturbüros Katzberger im Jahr 2006. Direkt am Bahnhofsgebäude angeschlossen ist eine Filiale der Post.

## Bahnhofshalle
In der Bahnhofshalle befinden sich unter anderem Fahrkartenautomaten, ein Okay-Shop, eine Trafik, der Fahrkartenschalter der ÖBB, ein Linauer-Café, ein Linauer-Gebäckshop und Warteräume.
Seit dem 11. August 2014 bietet die ÖBB im Wiener Neustadt Hauptbahnhof WLAN an: man kann in gekennzeichneten Bereichen in der Bahnhofshalle, an den Bahnsteigen und in den Zügen im Bahnhofsbereich gratis im Internet surfen.

## Bahnsteige

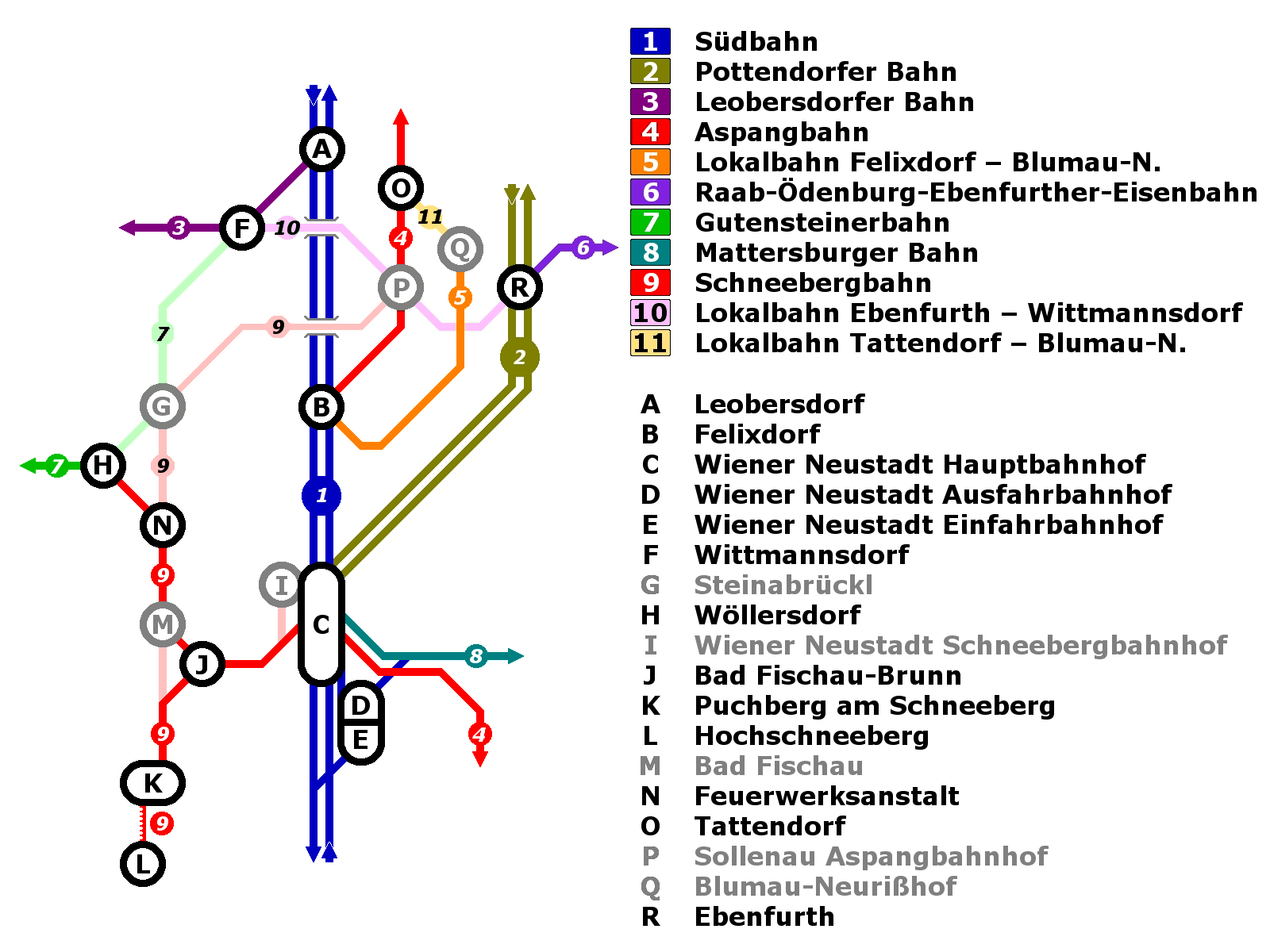
Eisenbahnstrecken im Raum Wiener Neustadt

Der Bahnhof verfügt über zehn Bahnsteige (1–9, 21). Bahnsteig 1b wird hauptsächlich von der Aspangbahn benutzt (Regionalzüge nach Aspang, auch REX nach Fehring), 1b und 21 werden von der Mattersburger Bahn benutzt (Direkte Züge nach Sopron und Deutschkreutz), Bahnsteig 1a von der Pottendorfer Linie, die inzwischen ins Schnellbahnnetz als Linie S60 integriert wurde (Züge nach Bruck a. d. Leitha über Ebenfurth und Wien Hauptbahnhof, sowie Regionalzüge nach Neusiedl am See), Bahnsteig 2b von der äußeren Aspangbahn (meist Züge mit keinen Haltestationen vor Aspang, nach Hartberg, Friedberg, Fehring), die Bahnsteige 2a, 3, 4 und 5 nutzen die Railjet- und EC-Züge der Südbahn (von Wien Hauptbahnhof (Stand: 2016) nach Graz, Marburg, Villach, Lienz in Osttirol, …) und die Regionalexpress-Züge (REX)/Regionalzüge (R) der Südbahn (Taurus/1144-Lok mit 5 Wiesel-Doppelstockwagen von Retz oder Lundenburg über Wien Mitte nach Payerbach-Reichenau), den Bahnsteig 6a nutzen weitere Züge der Nebenbahnen (z. B.: innere Aspangbahn nach Maria Lanzendorf, Triestingtalbahn nach Weißenbach-Neuhaus über Leobersdorf), Bahnsteig 7a nutzt die Gutensteinerbahn und Bahnsteig 8a die Schneebergbahn. Die Bahnsteige 6b, 7b, 8b und 9b verteilen sich auf weitere Züge der diversen Nebenbahnen. Die Schnellbahnzüge über die Südbahn (Linie S1, S2, S3) benutzen die Bahnsteige 1a, 6a, 9a. Die hier endenden EuroCity-Züge der Relation Prag – Wien – Wiener Neustadt halten am Bahnsteig 9a, neben dem noch weitere Gleise (ohne Bahnsteig) vorhanden sind, die für den Lokwechsel benötigt werden.
Alle Bahnsteige sind seit dem Umbau 2003 barrierefrei zu erreichen. Direkt von der Bahnhofshalle kommt man durch eine Unterführung bequem zu den Bahnsteigen, wobei die hochfrequentierten Bahnsteige 2/3 und 4/5 der Südbahn und die Bahnsteige 1a, 1b/21 mit Rolltreppen ausgestattet sind. Durch die Unterführung kann man seit 2003 auch von der Gegenseite (Zehnerviertel) die Gleise erreichen, seit Sommer 2011 auch vom neuen Parkhaus.
Am anderen Ende der Bahnsteige wurde eine Überführung errichtet, die das Wechseln der Bahnsteige sowie das Erreichen des (alten) Parkdecks ermöglicht. Im Jahre 2010 wurde diese Überführung abgerissen und neu gebaut.

### Abfahrten
| Gleis | Fahrtrichtung          | über                                                          | Zuggattung                           |
| ----- | ---------------------- | ------------------------------------------------------------- | ------------------------------------ |
| 1     | Bruck an der Leitha    | Wien                                                          | S-Bahn                               |
| 1     | Aspang Markt           |                                                               | Regionalzug                          |
| 1     | Hartberg               | Aspang Markt und Friedberg                                    | Regionalexpress                      |
| 1     | Fehring                | Aspang Markt, Friedberg und Hartberg                          | Regionalexpress                      |
| 1     | Graz Hbf               | Wechselbahn                                                   | Regionalexpress                      |
| 2     | Wien Meidling          |                                                               | Regionalexpress                      |
| 2     | Břeclav                | Wien                                                          | Regionalzug                          |
| 2     | Wien Floridsdorf       |                                                               | Regionalzug                          |
| 2     | Bernhardsthal          | Wien                                                          | Regionalzug                          |
| 2     | Friedberg              | Aspang Markt                                                  | Regionalzug                          |
| 2     | Fehring                | Aspang Markt, Friedberg und Hartberg                          | Regionalexpress                      |
| 2     | Weissenbach-Neuhaus    | Leobersdorf und Berndorf                                      | Regionalzug                          |
| 2     | Stockerau              | Wien                                                          | S-Bahn                               |
| 2     | Bruck an der Leitha    | Wien                                                          | S-Bahn                               |
| 3     | Wien Meidling          |                                                               | Regionalzug und Railjet              |
| 3     | Wien Hauptbahnhof      |                                                               | Railjet, Eurocity, Regionalzug, Wien |
| 3     | Retz                   | Wien                                                          | Regionalzug                          |
| 3     | Znojmo                 | Wien                                                          | Regionalzug                          |
| 3     | Wien Floridsdorf       |                                                               | Regionalzug                          |
| 3     | Praha hlavní nádraží   | Wien Meidling und Brno                                        | Railjet                              |
| 4     | Payerbach-Reichenau    | Neunkirchen und Gloggnitz                                     | Regionalzug                          |
| 4     | Graz Hbf               | Bruck/Mur                                                     | Railjet                              |
| 4     | Villach Hbf            | Bruck/Mur, Leoben und Klagenfurt                              | Railjet und EuroCity                 |
| 4     | Fehring                | Aspang Markt, Friedberg und Hartberg                          | Regionalexpress                      |
| 4     | Ljubljana              | Bruck/Mur, Graz Hbf, Leibnitz, Spielfeld-Straß und Maribor    | EuroCity                             |
| 4     | Lienz in Osttirol      | Bruck/Mur, Leoben, Klagenfurt und Villach Hbf                 | Railjet                              |
| 4     | Venezia Santa Lucia    | Bruck/Mur, Leoben, Klagenfurt, Villach Hbf und Venezia Mestre | Railjet                              |
| 4     | Roma Termini           | Leoben, Villach Hbf und Venezia Mestre                        | EuroNight                            |
| 4     | Mürzzuschlag           | Neunkirchen, Gloggnitz und Payerbach-Reichenau                | Regionalexpress                      |
| 5     | Wien Meidling          |                                                               | Regionalzug und S-Bahn               |
| 5     | Gloggnitz              | Neunkirchen                                                   | Regionalzug                          |
| 5     | Payerbach-Reichenau    | Neunkirchen und Gloggnitz                                     | Regionalzug                          |
| 5     | Wien Floridsdorf       |                                                               | Regionalzug und S-Bahn               |
| 6     | Gänserndorf            | Wien                                                          | S-Bahn                               |
| 6     | Wien Meidling          | Obereggendorf und Wien Blumental (Langstrecke)                | S-Bahn                               |
| 6     | Hollabrunn             | Leobersdorf und Wien                                          | Regionalzug                          |
| 7     | Gänserndorf            | Leobersdorf und Wien                                          | S-Bahn                               |
| 7     | Wien Floridsdorf       |                                                               | Regionalzug und S-Bahn               |
| 8     | Gänserndorf            | Leobersdorf und Wien                                          | S-Bahn                               |
| 8     | Puchberg am Schneeberg | Bad Fischau-Brunn                                             | Regionalzug                          |
| 9     | Absdorf-Hippersdorf    | Leobersdorf und Wien                                          | S-Bahn                               |
| 9     | Gutenstein             | Bad Fischau und Wöllersdorf/Piesting                          | Regionalzug                          |
| 9     | Retz                   | Leobersdorf und Wien                                          | Regionalzug                          |
| 21    | Sopron                 | Mattersburg                                                   | Regionalzug                          |
| 21    | Deutschkreutz          | Mattersburg und Sopron                                        | Regionalexpress                      |

## Gegenwart
Der Neubau des Bahnhofs um 55,3 Millionen Euro wurde erfolgreich abgeschlossen. Das Bahnhofsgebäude selbst wurde völlig abgetragen und neu errichtet, die Bahnsteige wurden renoviert. Die Unterführung wurde so umgebaut, dass man sie von der Bahnhofshalle direkt erreichen kann (früher musste man zuerst ins Freie). Die Unterführung ist außerdem seither auch von der anderen Seite erreichbar und wurde mit Rolltreppen und Aufzügen ausgestattet. Am anderen Ende der Bahnsteige wurde eine Überführung völlig neu errichtet. Im Zuge der Bahnhofsrenovierung wurden auch Vorplatz und Busbahnhof völlig neu gestaltet sowie die Straßenunterführung in der Kollonitschgasse modernisiert. Seither können auch Reisebusse die Unterführung benützen und im Zuge der Bahnbrücke können auch Radfahrer und Fußgänger die Straße überqueren.

## Vergangenheit
Mit der Eröffnung der Eisenbahnstrecke von Wien nach Wiener Neustadt am 20. Juni 1841 ging auch der Wiener Neustädter Hauptbahnhof in Betrieb.
Am 20. August 1847 wurde dann auch schon der Personenverkehr nach Sopron (Ödenburg) aufgenommen, der Verkehr auf der Aspangbahn in beiden Richtungen (nach Wien und – vorerst – Pitten) am 7. August 1881. 
Ausgangspunkt der Schneebergbahn war zunächst ein unmittelbar im Westen angrenzender eigener Bahnhof (Schneebergbahnhof). Mit 21. Mai 1966 wurde dieser aufgelassen und auch die Züge der Gutensteinerbahn fuhren ab diesem Tag vom Wiener Neustädter Hauptbahnhof ab.
Das alte zweigeschoßige Stationsgebäude (im zweiten Stock befand sich ein Restaurant) war am Ende des 20. Jahrhunderts großteils völlig heruntergekommen und wurde in der Bevölkerung vielfach als Schandfleck im Stadtbild empfunden. Außerdem musste man, um zu den Bahnsteigen zu kommen, zuerst das Gebäude verlassen, um zu der Unterführung zu gelangen. Rolltreppen und Aufzüge gab es nicht.